# Лужба
Лужба — посёлок в Междуреченском городском округе Кемеровской области России.

## География
Лужба расположен в юго-восточной части Кемеровской области и находится на берегу реки Томь, у впадения в неё притоков Лужба и Амзас. Ст Лужба жд Междуреченск-Абакан.
Уличная  сеть не развита.

## Население
| 2010 |
| ---- |
| 37   |

Национальный состав
Согласно результатам переписи 2002 года, в национальной структуре населения шорцы составляли 68 %, русские 32 % от общей численности населения в 38 жителей.

## Инфраструктура
Железнодорожная линия Новокузнецк — Абакан.

## Транспорт
В посёлке имеется одноименная железнодорожная станция.